# Décès en 1437
Décès
- 1433
- 1434
- 1435
- 1436
- 1437
- 1438
- 1439
- 1440
- 1441

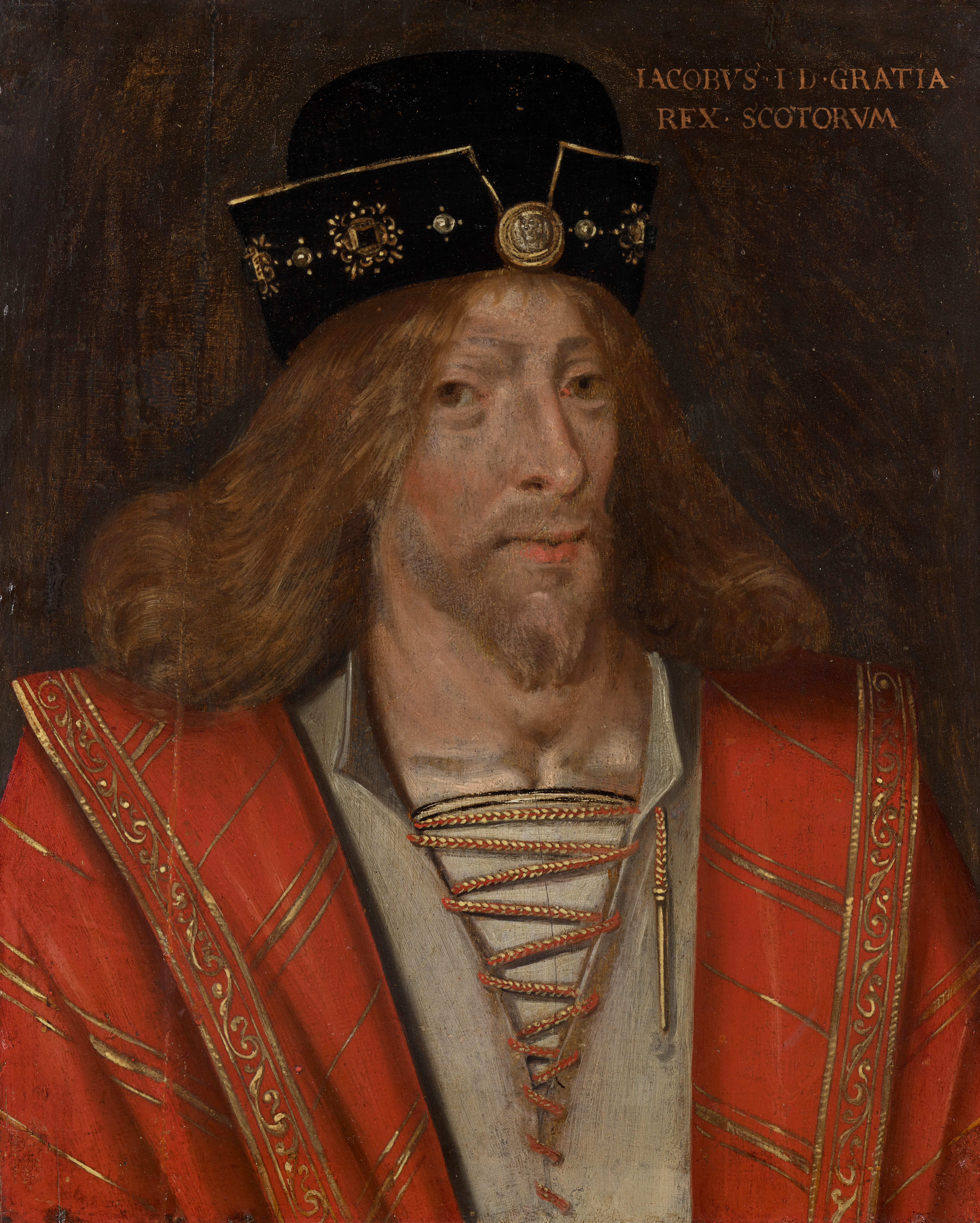
Jacques Ier d'Écosse, mort en 1437.

Cette page dresse une liste de personnalités mortes au cours de l'année 1437  :
- janvier : Malatesta Baglioni, condottiere.
- 3 janvier : Catherine de Valois, femme de Henri V d'Angleterre et reine d'Angleterre de 1420 à 1422.
- 21 février : Jacques Ier d'Écosse, roi d'Écosse (King of Scots).
- 24 février : Robert du Four, évêque de Sisteron.
- 24 mars : Jean de La Rochetaillée, cardinal français.
- 6 mai : Bolko IV d'Opole, duc de Strzelce et de Niemodlin.
- 22 mai[1] : Jean de Villiers de L'Isle-Adam, maréchal de France, gouverneur de Paris et gouverneur de Bruges, puis chevalier de la Toison d'or.
- 1er juin : Denis de Glouchitsa, fondateur et l'higoumène de plusieurs monastères sur les rives de la rivière Glouchitsa.
- 9 juillet : Jeanne de Navarre, duchesse consort de Bretagne en épousant Jean IV de Bretagne, puis reine consort d'Angleterre après la mort de Jean et son remariage avec Henri IV d'Angleterre.
- 14 juillet : Adolphe Ier de Juliers, duc de Berg (Adolphe VII) et duc de Juliers.
- 7 août : Marie Ire d'Auvergne, comtesse d'Auvergne et de Boulogne.
- 9 septembre : Lucido Conti, pseudo-cardinal.
- octobre : William Douglas, noble écossais qui fut le 2e comte d'Angus.
- 15 octobre : Nicolas IV d'Opava, duc Opava, seigneur de Zlaté Hory allemand: Zuckmantel)  et d'Edelštejn.
- 27 octobre : Jeanne de Laval-Tinténiac, dame héritière de Châtillon, d'Aubigné, Courbeveille, dame héritière de Tinténiac, de Bécherel et de Romillé.
- 1er novembre : Jean de Bruc, évêque de Tréguier puis évêque de Dol.
- 14 novembre : Constance Holland, duchesse de Norfolk.
- 21 novembre : Brunoro della Scala, seigneur de Vérone et de Vicence.
- 28 novembre : Thomas Langley, évêque (élu) de Londres, archevêque (élu) d'York puis prince-évêque de Durham.
- 9 décembre : Sigismond, dernier des Luxembourg. Les terres des Luxembourg passent aux Habsbourg.
- 23 décembre : Anton Galeazzo Bentivoglio, militaire et condottiere italien

- Giovanni II Crispo, duc de Naxos
- Nicolas de Clamanges, écrivain mystique et humaniste français.
- Pierre-Yves de Claudel, chevalier breton.
- Ulrich de Richental, historiographe du Concile de Constance.
- Humbert de Villersexel, comte de la Roche, seigneur de Villersexel, Maîche, Orbe et Saint Hippolyte.
- Giovanni del Ponte, peintre italien gothique.
- Niccolò Niccoli, érudit florentin, humaniste et bibliophile fameux de la Renaissance italienne.
- Walter Stuart, 3e comte de Caithness, 1er comte d'Atholl et comte de Strathearn.
- Jochū Tengin, patriarche Sōtō.
- Robert Umfraville, chevalier anglais.

date incertaine (vers 1437)
- Jean Carrier, cardinal-prêtre de S. Stefano al Monte Celio.

## Crédit d'auteurs
- Cet article est partiellement ou en totalité issu de l'article intitulé « 1437 » (voir la liste des auteurs).